# Gołębiów (Radom)
Gołębiów – dzielnica w północno-wschodniej części Radomia. Granice dzielnicy przebiegają ulicą Północną, granicami działek, ulicą Kozienicką, aleją Wojska Polskiego, granicami działek, granicą miasta, torami kolejowymi do Dęblina, ulicą Daleką, torami kolejowymi do Warszawy, granicami działek, ulicą Piwnika, ulicą Terenową, granicami działek, ulicą Żółkiewskiego oraz ulicą Energetyków.
Dzielnica charakteryzuje się dwoma rodzajami zabudowy: przemysłową (koncentrującą się w rejonie ulicy Marii Fołtyn) oraz jednorodzinną (głównie ulice Gołębiowska i Gryczana). Na terenie Gołębiowa znajduje się również cmentarz żydowski.
Dojazd do dzielnicy autobusami komunikacji miejskiej:
- 10, 17 – do pętli przy ulicy Marii Fołtyn (dawnej Zubrzyckiego)
- 18 – do ulicy Energetyków
- 10, 17, 21, 26 – do ulicy Kozienickiej
- 1, 9 – do pętli przy ulicy Andersa

Od 2021 roku na osiedlu znajdują się dwa przystanki osobowe, Radom Gołębiów, przy wiadukcie w ciągu ul. Kozienickiej oraz Radom Północny, przy wiadukcie w ciągu ul. Żółkiewskiego.